# Робинсон, Ларри
Ла́рри Кларк Ро́бинсон (англ. Larry Clark Robinson; 2 июня 1951, Уинчитстер, провинция Онтарио, Канада) — канадский хоккеист, защитник, выступал за команды «Монреаль Канадиенс», «Лос-Анджелес Кингз».
В НХЛ провёл 1383 матча, забросил 208 шайб, сделал 750 результативных передач. За высокий рост, 193 см, получил от болельщиков прозвище «Большая птица». Входил в состав знаменитой «Большой тройки» защитников «Монреаль Канадиенс», в которой были Серж Савар и Ги Лапуэнт.
Робинсон дебютировал в «Монреаль Канадиенс» в 1971 году, вместе с ним в команде появился Ги Лафлёр. После того как «Монреаль Канадиенс» 4 раза подряд выиграл Кубок Стэнли, многие хоккеисты начали заканчивать свою карьеру. Ушли Иван Курнуайе, Кен Драйден, Ги Лафлёр, Серж Савар и Ги Лапуэнт, покинул клуб и тренер Скотти Боумен. Многие считали, что время Робинсона подошло к концу и ему пора подумать о завершении карьеры. В НХЛ шло время нового хоккея, четыре года подряд Кубок Стэнли выигрывал «Нью-Йорк Айлендерс», потом пришло время «Эдмонтон Ойлерз»; «Монреаль Канадиенс» уже не воспринимали всерьёз. В 1986 году Ларри Робинсон и его давний партнёр Боб Гейни, а также молодой вратарь Патрик Руа выиграли Кубок Стэнли. Робинсон принял предложение перейти в «Лос-Анджелес Кингс», где играл вместе с такими мастерами, как Уэйн Гретцки и Яри Курри. Отыграв три сезона, Робинсон решил завершить карьеру игрока. Ему принадлежит рекорд — 20 подряд сезонов участия в играх плей-офф за Кубок Стэнли, при этом 17 из них в составе «Монреаль Канадиенс». Является также обладателем другого абсолютного рекорда: +730 за карьеру по показателю «плюс-минус».
Ларри Робинсон был хорошо известен в СССР, он играл за сборную Канады на Кубках Канады и на Kубке Вызова. Также он принял участие в чемпионате мира 1981 года, где был признан лучшим защитником и включен в символическую сборную чемпионата, несмотря на то, что сборная Канады на этом турнире осталась без медалей. Сам Робинсон считал, что видел на поле, кроме партнёров по большой тройке, двух великих защитников: это Бобби Орр и Вячеслав Фетисов.
Карьера тренера также складывалась удачно, его давний партнёр по Монреалю Жак Лемер приглашает его в «Нью-Джерси Девилз», став ассистентом. В 1995 году «Нью-Джерси» впервые выиграл Кубок Стэнли. После этого Робинсон уезжает в Лос-Анджелес, где становится главным тренером. Но три сезона в Калифорнии не принесли ничего, кроме опыта. Ларри Робинсон возвращается в Нью-Джерси и приглашает Вячеслава Фетисова, с которым они в первый совместный сезон выигрывают Кубок Стэнли.
Ларри Робинсон является членом Залa хоккейной славы в Торонто, свитер с его номером 19 висит под сводами Белл-центра.

## Достижения
- Победитель Кубка Канады: 1976 и 1984
- Финалист Кубка Канады: 1981
- Участник десяти матчей всех звёзд НХЛ
- Участник чемпионата мира: 1981
- Лучший защитник чемпионата мира 1981
- Включён в символическую сборную чемпионата мира 1981

## Награды
- Победитель Кубка Стэнли: 1973, 1976, 1977, 1978, 1979, 1986 — как игрок; 1995 и 2003 — как ассистент тренера, и 2000 — как тренер
- Обладатель приза «Джеймс Норрис Трофи»: 1977, 1980
- Обладатель приза «Конн Смайт Трофи»: 1978
- Член Залa хоккейной славы в Торонто: 1995
- Член Залa спортивной славы в Оттаве: 2000

## Статистика
| Легенда | Легенда                    | Легенда | Легенда                   | Легенда | Легенда    |
| ------- | -------------------------- | ------- | ------------------------- | ------- | ---------- |
| И       | Количество проведённых игр | Штр     | Штрафное время            | +/−     | Плюс-минус |
| Г       | Голы                       | П       | Голевые передачи          | О       | Очки       |
| -       | Статистика неизвестна      | —       | Статистика не учитывалась |         |            |

### Тренерская карьера
| Команда                     | Год                         | Регулярный чемпионат | Регулярный чемпионат | Регулярный чемпионат | Регулярный чемпионат | Регулярный чемпионат | Регулярный чемпионат | Регулярный чемпионат          | Плей-офф | Плей-офф | Плей-офф | Плей-офф                               |
| Команда                     | Год                         | И                    | В                    | П                    | Н                    | ПOT                  | О                    | Итог                          | В        | П        | Побед %  | Итог                                   |
| --------------------------- | --------------------------- | -------------------- | -------------------- | -------------------- | -------------------- | -------------------- | -------------------- | ----------------------------- | -------- | -------- | -------- | -------------------------------------- |
| Лос-Анджелес Кингз          | 1995/96                     | 82                   | 24                   | 40                   | 18                   | –                    | 66                   | 3-й в Тихоокеанском дивизионе | –        | –        | –        | –                                      |
| Лос-Анджелес Кингз          | 1996/97                     | 82                   | 28                   | 43                   | 11                   | –                    | 67                   | 6-й в Тихоокеанском дивизионе | –        | –        | –        | –                                      |
| Лос-Анджелес Кингз          | 1997/98                     | 82                   | 38                   | 33                   | 11                   | –                    | 87                   | 2-й в Тихоокеанском дивизионе | 0        | 4        | 0        | Поражение в четвертьфинале конференции |
| Лос-Анджелес Кингз          | 1998/99                     | 82                   | 32                   | 45                   | 5                    | –                    | 69                   | 5-й в Тихоокеанском дивизионе | –        | –        | –        | –                                      |
| Всего за Лос-Анджелес Кингз | Всего за Лос-Анджелес Кингз | 328                  | 122                  | 161                  | 45                   | –                    | 44.1                 | –                             | 0        | 4        | 0        | 1 попадание в плей-офф                 |
| Нью-Джерси Девилз           | 1999/00                     | 8                    | 4                    | 4                    | 0                    | 0                    | (103)                | 2-й в Атлантическом дивизионе | 16       | 7        | 69.6     | Победа в Кубке Стэнли                  |
| Нью-Джерси Девилз           | 2000/01                     | 82                   | 48                   | 19                   | 12                   | 3                    | 111                  | 1-й в Атлантическом дивизионе | 15       | 10       | 60       | Поражение в финале                     |
| Нью-Джерси Девилз           | 2001/02                     | 51                   | 21                   | 20                   | 7                    | 3                    | (95)                 | –                             | –        | –        | –        | (уволен)                               |
| Нью-Джерси Девилз           | 2005/06                     | 32                   | 14                   | 13                   | 0                    | 5                    | (101)                | –                             | –        | –        | –        | (ушёл в отставку)                      |
| Всего за Нью-Джерси Девилз  | Всего за Нью-Джерси Девилз  | 173                  | 87                   | 56                   | 19                   | 11                   | 59                   | –                             | 31       | 17       | 64.6     | 2 попадания в плей-офф 1 Кубок Стэнли  |
| Всего                       | Всего                       | 501                  | 209                  | 217                  | 64                   | 11                   | 49.2                 | –                             | 31       | 21       | 59.6     | 3 попадания в плей-офф 1 Кубок Стэнли  |